# Giải Viện Hàn lâm Nhật Bản lần thứ 30
Giải Viện Hàn lâm Nhật Bản lần thứ 30 (第39回日本アカデミー賞) là lễ trao giải thứ 30 của Giải Viện Hàn lâm Nhật Bản hàng năm, một giải thưởng được trao bởi Viện Hàn lâm Nhật Bản và Hiệp hội Sho để vinh danh những hạng mục phim xuất sắc của năm 2006. Lễ trao giải được tổ chức vào ngày 16 tháng 2 năm 2007 tại Khách sạn Grand Prince New Takanawa tại Tokyo, Nhật Bản.

## Giải thưởng
Tất cả các hạng mục trao giải (trừ giải diễn viên trẻ của năm và các giải đặc biệt) được chia làm hai danh hiệu: các đề cử (do thành viên Viện Hàn lâm bầu chọn) đều đạt danh hiệu Xuất sắc của năm và trong các đề cử sẽ chọn ra một giải Xuất sắc nhất của năm.
| Phim điện ảnh xuất sắc của năm | Phim hoạt hình xuất sắc của năm |
| --- | --- |
| - Phim điện ảnh hay nhất của năm: Fura gāru - Ashita no Kioku - Yamato - THE Uchōten Hoteru - Bushi no Ichibun | - Phim hoạt hình hay nhất của năm: Cô gái đi xuyên thời gian - Arashi no Yoru ni - Gedo Senki - Bureibu Stōrī - Meitantei Konan: Tantei Tachi no Rekuiemu |
| Đạo diễn xuất sắc của năm | Biên kịch xuất sắc của năm |
| - Đạo diễn xuất sắc nhất của năm: Lee Sang-il – Fura gāru - Sato Junya – Yamato - Nakashima Tetsuya – Kiraware Matsuko no Isshō - Mitani Kōki – THE Uchōten Hoteru - Yamada Yoji – Bushi no Ichibun                                      | - Biên kịch xuất sắc nhất của năm: Lee Sang-il và Habara Daisuke – Fura gāru - Sunamoto Hakaru và Miura Yuiko – Ashita no Kioku - Nakajima Tetsuya – Kiraware Matsuko no Isshō - Mitani Kōki – THE Uchōten Hoteru - Yamada Yoji, Hiramatsu Emiko, Yamamoto Ichirō – Bushi no Ichibun |
| Nam diễn viên chính xuất sắc | Nữ diễn viên chính xuất sắc |
| - Nam diễn viên chính xuất sắc nhất: Watanabe Ken – Ashita no Kioku - Odagiri Joe – Yureru - Tsumabuki Satoshi – Nada Sōsō - Terao Akira – Hakase no ai shita suushiki - Yakusho Kōji – THE Uchōten Hoteru                               | - Nữ diễn viên chính xuất sắc nhất: Nakatani Miki – Kiraware Matsuko no Isshō - Dan Rei – Bushi no Ichibun - Nagasawa Masami – Nada Sōsō - Higuchi Kanako – Ashita no Kioku - Matsuyuki Yasuko – Fura gāru                                                                           |
| Nam diễn viên phụ xuất sắc | Nữ diễn viên phụ xuất sắc |
| - Nam diễn viên phụ xuất sắc nhất: Sasano Takashi – Bushi no Ichibun - Osawa Takao – Chikatetsu ni Notte - Kagawa Teruyuki – Yureru - Satō Kōichi – THE Uchōten Hoteru - Matsuyama Kenichi - Death Note                                  | - Nữ diễn viên phụ xuất sắc nhất: Aoi Yū – Fura gāru - Aoi Yū – Yamato - Fuji Sumiko – Fura gāru - Motai Masako – Kamome Shokudo - Momoi Kaori – Bushi no Ichibun |
| Âm nhạc xuất sắc | Quay phim xuất sắc |
| - Âm nhạc xuất sắc nhất: Roberto Gabriele và Shibuya Takeshi – Kiraware Matsuko no Isshō - Ōshima Michiru – Ashita no Kioku - Tomita Isao – Bushi no Ichibun - Hisaishi Joe – Yamato - Honma Yūsuke – THE Uchōten Hoteru                 | - Quay phim xuất sắc nhất: Naganuma Mutsuo – Bushi no Ichibun - Atō Shōichi – Kiraware Matsuko no Isshō - Sakamoto Yoshitaka – Yamato - Yamamoto Hideo – THE Uchōten Hoteru - Yamamoto Hideo – Fura gāru                                                                             |
| Đạo diễn ánh sáng xuất sắc | Chỉ đạo nghệ thuật xuất sắc |
| - Đạo diễn ánh sáng xuất sắc nhất: Nakasu Takeshi – Bushi no Ichibun - Kimura Tarō – Kiraware Matsuko no Isshō - Ōkubo Takeshi – Yamato - Ono Akira – Fura gāru - Ono Akira – THE Uchōten Hoteru                                         | - Chỉ đạo nghệ thuật xuất sắc nhất: Matsumiya Toshiyuki và Kondō Nariyuki – Yamato - Kuwajima Towako – Kiraware Matsuko no Isshō - Taneda Yōhei – THE Uchōten Hoteru - Taneda Yōhei – Fura gāru - Degawa Mitsuo – Bushi no Ichibun                                                   |
| Thu âm xuất sắc | Biên tập xuất sắc |
| - Thu âm xuất sắc nhất: Matsukage Nobuhiko và Segawa Tetsuo – Yamato - Kishida Kazumi – Bushi no Ichibun - Shima Junichi và Tasai Tadao – Kiraware Matsuko no Isshō - Shiratori Mitsugu – Fura gāru - Segawa Tetsuo – THE Uchōten Hoteru | - Biên tập xuất sắc nhất: Koike Yoshiyuki – Kiraware Matsuko no Isshō - Ishii Iwai – Bushi no Ichibun - Imai Tsuyoshi – Fura gāru - Ueno Sōichi – THE Uchōten Hoteru - Yoneda Takeo – Yamato                                                                                         |
| Phim nước ngoài xuất sắc | Diễn viên trẻ của năm |
| - Phim nước ngoài hay nhất: Flags of Our Fathers - Crash - Mật mã Da Vinci - Cướp biển vùng Caribbean 2: Chiếc rương tử thần - Hotel Rwanda                                                                                              | - Suga Kenta – Hanada Shōnen Shi Yūrei to Himitsu no Tunnel - Tsukaji Muga – Mamiya kyodai - Hayami Mokomichi – Rough - Matsuyama Kenichi – Yamato - Aoi Yū – Fura gāru - Dan Rei – Bushi no Ichibun - Yamasaki Shizuyo – Fura gāru - Yui - Midnight Sun                             |
| Giải thưởng đặc biệt từ Hiệp hội | Giải thưởng Đặc biệt từ Chủ tịch Hiệp hội |
| Vinh danh người có nhiều hỗ trợ đóng góp trong quá trình làm phim. - Suzuki Kazuyuki (Nghệ thuật dựng cảnh đặc biệt) | Giải thưởng vinh danh những người có nhiều đóng góp trong nhiều năm (những người đã mất trong năm 2006). - Ifukube Akira (Sản xuất âm nhạc) - Imamura Shohei (Đạo diễn) - Tamura Takahiro (Diễn viên) - Tamba Tetsurō (Diễn viên) - Nagayama Takeomi (Chủ tịch của công ty Shochiku) |
| Giải thưởng Cống hiến đặc biệt từ Chủ tịch Hiệp hội | Giải thưởng Bình chọn |
| - Vinh danh đoàn làm phim Rimitto obu Rabu Umizaru | - Giải thưởng diễn viên được khán giả bình chọn: Tsukaji Muga – Mamiya kyodai - Giải thưởng phim được khán giả bình chọn: Fura gāru |